# 대포병탐지레이더-II
대포병탐지레이더-II는 LIG 넥스원에서 개발한 대포병 레이더이다. 대화력전 수행체계의 핵심 장비로, 수도권을 위협하는 북한의 장사정포를 무력화할 수 있다.
한국 정부가 2011년 11월부터 약 540억원을 투자해 진행해 온 대포병 탐지레이더-Ⅱ 개발사업이 5년 5개월만에 국산 기술로 개발이 완료됐다. 2018년부터 전력화되며, 5t 트럭에 탑재해 이동 탐지가 가능하다.
10초 이내에 날아오는 북한 장사정포 포탄을 감지한 뒤, 비행 궤도를 역추적해 적의 도발 원점을 확인할 수 있다. 한국군이 사용중인 스웨덴산 '아서-K'보다 탐지거리는 1.5배 이상 길어졌고, 한국 기후에 맞게 설계돼 악천후 속에도 최대 18시간 연속 기동이 가능하다.
한국군의 기존 대포병 탐지레이더인 스웨덴산 아서-K는 탐지거리가 약 40km이지만, 대포병 탐지레이더-Ⅱ는 60km를 넘어 적진 깊숙한 곳까지 샅샅이 훑을 수 있다. 연속 운용시간도 아서-K(약 6시간)보다 2시간 이상 길다. 대포병 탐지레이더-Ⅱ는 안테나도 능동 위상배열 AESA 방식으로, 수동 위상배열 PESA 방식인 아서-K보다 동시 표적 처리 능력이 월등히 뛰어난다.
대포병 탐지레이더-Ⅱ는 아서-K 보다 동시 표적처리 능력도 2배로 뛰어나며, 국산화율이 95%에 달해서 고장이 날 경우 수리를 포함한 군수 지원을 원활하게 할 수 있어 작전 공백을 최소화할 수 있다.
2017년 4월에는 전투적합성 평가를 받았으며, 2018년 9월 3일, LIG넥스원이 방위사업청과 대포병탐지레이더-Ⅱ 양산계약을 체결했다고 공시했다. 계약 금액은 1,810억원이고 2022년까지 양산이 진행될 예정이다.

## 제원
- 배열 형태: 능동위상배열(AESA)
- 사용 소자: GaN
- 연속운용시간: 18시간
- 소자: 약 3,000개
- 탐지거리: 60 km 이상

## 같이 보기
- AN/MPQ-64 센티넬
- AN/TPQ-37 파이어파인더